# ハリー・サイモン
ハリー・サイモン（Harry Simon、1971年10月21日 - ）は、ナミビアの元プロボクサー。ウォルビスベイ（当時南アフリカ領）出身。愛称はThe Terminator（ターミネーター）。元WBO世界スーパーウェルター級王者。元WBO世界ミドル級王者。世界2階級制覇王者。ナミビア初のプロボクシング世界王者であり、ダウンを今まで1度も奪われた経験がない。
プロモーターとしてハリー・サイモン・オンクゴ・プロモーションを主催していた。トレーナーはスーパーフェザー級歴代最多防衛記録を保持（トッド・モーガンと並んでタイ記録）しているブライアン・ミッチェル。息子で元ナミビアスーパーライト級王者のハリー・サイモン・ジュニアはウェルター級のプロボクサー。

## 来歴

### アマチュア時代
1992年のバルセロナオリンピックにウェルター級で出場したが1回戦で今大会の銅メダリストのアニバル・アセベドに敗れている。アマチュア時代の戦績は130戦121勝9敗。

### プロ時代

#### スーパーウェルター級
1994年1月26日、プロデビュー。試合は初回TKO勝ちだった。
1995年3月15日、エマニュエル・マーシレと対戦し5回TKO勝ちで世界ランカー入りを果たした。
1996年7月6日、デル・ブライアンと対戦し6回TKO勝ち。この年からフランク・ウォーレンと契約を結んだ。
1997年5月3日、ニック・オドールと対戦し5回2分37秒TKO勝ち。
1998年8月22日、ハウテン州カルセール・カジノでWBO世界スーパーウェルター級王者ロナルド・ライトと対戦し、12回2-0(117-113、115-113、114-114)の判定勝ちを収めナミビア初の世界王者が誕生した。
1999年5月1日、ケビン・ルーシングと対戦し3回2分8秒TKO勝ちを収め初防衛に成功した。
2000年2月19日、エンリケ・アレコと対戦し10回TKO勝ちを収め2度目の防衛に成功した。
2000年9月23日、カナダ・オンタリオ州カジノ・ラマでロドニー・ジョーンズと対戦し12回2-0(2者が117-111、114-114)の判定勝ちを収め3度目の防衛に成功した。
2001年2月10日、ワネ・アレクサンダーと対戦し5回2分43秒TKO勝ちを収め4度目の防衛に成功した。
その後サイモンはミドル級に転向を表明しWBO世界スーパーウェルター級王座を返上。

#### ミドル級
2001年7月21日、プエルトリコバヤモンのコリセオ・ルーベン・ロドリゲスでWBO世界ミドル級王者アルマンド・クラインクが王座返上の意思を示したため空位になったWBO世界ミドル級王座決定戦を後のWBC世界ミドル級王者アッシン・シェリフィーと行い、12回3-0(2者が117-111、119-108)の判定勝ちを収めナミビアのボクサーで初めての2階級制覇を達成した。しかし、クラインクが王座の返上を取りやめたためクラインクが結局再認定される形になり急遽暫定王座に格下げされた。
2002年4月6日、コペンハーゲンで因縁があるWBO世界ミドル級王者アルマンド・クラインクと対戦し12回3-0(2者が116-112、116-113)の判定勝ちを収め王座統一とともに初防衛に成功した。

#### 不祥事と収監からの復活
2002年11月、ベルギーでサイモンが運転する車(メルセデス・ベンツ製)で観光客3人を跳ねて死亡させた事故を起こし逮捕され収監される。その時サイモンも骨折し重傷を負った。WBOは翌2003年6月29日、WBO世界ミドル級王座を剥奪した。その後2005年に懲役2年の判決を受けたがラングストラントで起こした過失殺人が発覚し、懲役4年の判決を受けた。
2007年3月3日、ステファン・ンズエムバと5年ぶりの復帰戦を戦い、8回3-0(79-73、80-73、78-74)の判定勝ちを収めた。
2013年6月29日、ウィントフックのウィントフック・カウンティー・クラブ・リゾートで1年ぶりの復帰戦。ゾラタン・キス・ジュニアと対戦し、2回2分33秒TKO勝ちを収めた。

#### ライトヘビー級及びクルーザー級
2013年9月28日、ゲアード・アジェトビックとIBFインターナショナルライトヘビー級王座決定戦を行い12回3-0(2者が117-111、116-113)の判定勝ちを収め王座獲得に成功した。
2016年3月26日、クルーザー級に上げて2年6ヶ月ぶりの復帰戦。ジャフェット・カセバと対戦し4年ぶりのKO勝ちとなる2回KO勝ちを収めた。
2018年11月24日、ウィントフックのラマテックス・ホールでカミンジャ・ラマダンと引退試合として対戦し、1回1分9秒KO勝ちを収め無敗のまま有終の美を飾った。

## 戦績
- プロボクシング：31戦31勝(23KO)無敗

## 獲得タイトル
- WBO世界スーパーウェルター級王座（防衛4=返上）
- WBO世界ミドル級暫定王座（防衛1=正規王座に昇格）
- WBO世界ミドル級王座（防衛0=剥奪）
- IBFインターナショナルライトヘビー級王座